# 15 TCN
Năm 15 TCN là một năm trong lịch Julius. 